# Marató de tardor
Marató de tardor (en rus: Осе́нний марафо́н, Osenni marafon) és una pel·lícula soviètica de 1979, dirigida per Guiorgui Danelia, amb guió escrit per Aleksandr Volodin, basada en la seva obra del mateix nom. Comèdia filosòfica trista d'un home que intenta ser una bona persona per a tothom. Va ser estrenada el gener de 1980. Guanyadora del Festival Internacional de Cinema de Venècia i del Festival Internacional de Cinema de Sant Sebastià el 1979, i el Festival Internacional de Cinema de Berlín el 1980 en les categories de millor director i millor actor. També va ser seleccionada per a l'Oscar a la millor pel·lícula de parla no anglesa als Premis Oscar de 1979, però finalment no va ser nominada.

## Argument
Andrei Buzikin (Oleg Bassilaixvili) és un traductor amb talent, que treballa en una editorial de Leningrad i que també és professor de la'Universitat de Leningrad. A la seva vida emocional se sent dividit entre la seva esposa Nina (Natàlia Gúndareva) i la seva amant Al·la (Marina Neiólova). Al·la l'estima i vol que abandoni de la seva muller i tingui un fill amb ella. Andrei, tanmateix, té por de deixar la seva esposa per continuar fingint ésser bona persona als ulls de tots, mantenint una aparent normalitat amb explicacions ridícules. Després d'haver fet enfadar fins a les llàgrimes a la seva muller, que ha tingut evidències de l'existència de l'amant, Andrew es decideix per Al·la, però al final no s'atreveix a fer aquest pas.
Incapaç d'ofendre ningú, amb un "no", es manifesta Buzikin, en les seves relacions amb els altres, com amb el seu invitat, el professor danès Hansen (Norbert Kuchinke), amb el qual se sent literalment forçat a fer amb ell esport, cada matí. Andrei utilitza descaradament la seva veïna, Varvara (Galina Vóltxek), que, com d'altres, s'interfereix en la seva vida personal. Al veí, el serraller Kharitónov (Ievgueni Leónov) Buzikin, encara que el termini de lliurament del manuscrit s'està acabant, no pot negar-li prendre una copa amb ell i Hansen, i després entrar al bosc per cercar bolets. Complidor amb tothom, Andrei, en canvi, perd posicions en el món editorial. Mentrestant Al·la molesta per la indecisió d'Andrei, trenca amb ell. A més a més d'això, Lena, filla de Buzikin i Nina, amb relació a un viatge de negocis del seu marit se'n va inesperadament durant dos anys a la llunyana illa Jókhova sense tan sols consultar amb els pares, això es converteix per a ells un gran "shock".
Després de comunicar-se amb la seva filla, Buzikin decideix reconciliar-se amb la seva esposa, perquè sent que necessita suport. Ell admet que ha acabat el romanç amb Nina, però en una conversa Andrei esmenta accidentalment que era al calabós per embriaguesa. Nina considera que és una altra mentida absurda i discuteix amb ell, i després surt de casa. A partir d'aleshores Buzikin, per la desconfiança de Nina, tracta de reconstruir la relació amb ella i passa pels moments més decisius i difícils, però no és suficient per molt de temps. A ell el truca inesperadament Al·la per veure si l'havia trucada, i durant la conversa telefònica en la qual Buzikin diu en repetides ocasions "sí", va tornar la seva esposa, que li pregunta, si per a Andrei ha acabat tot realment? I, sense deixar el telèfon de les mans, en un estat d'estupor perfecte, la condemnada veu també diu "sí" a ella. Com en un mal son, que res no acaba i no arriba el final, Buzikin, amb una patètica i desesperada intenció d'enganyar a Nina diu al telèfon la frase: "apunto, demà a les set al Departament", i ambdues dones al mateix temps, queden esperançades de ser l'escollida i que això mai no canviarà...
Codi de comiat: contra el fons vespertí de la ridícula metròpoli Buzikin en camisa, corbata i pantalons amb Hansen en roba esportiva adequada, corren... sense saber cap on.

## Repartiment
- Oleg Bassilaixvili com Andrei Pàvlovitx Buzikin
- Natàlia Gúndareva com Nina Buzíkina
- Marina Neiólova com Al·la Mikhàilovna Iermakova (amant de Andrei, mecanògrafa)
- Ievgueni Leónov com Vassili Ignàtievitx Kharitónov (veí de Buzikin)
- Norbert Kuchinke com Bill Hansen (professor danès).[2]
- Nikolai Kriutxkov com l'oncle Kolia (veí d'Al·la)
- Galina Vóltxek com Varvara Nikítitxna (companya de curs de Buzikin)
- Olga Bogdànova com Lena (filla de Buzikin)

## Premis
- Festival Internacional de Cinema de Sant Sebastià (1979) - Conquilla d'Or a la millor pel·lícula i Premi de la Federació Internacional de la Premsa Cinematogràfica
- Festival Internacional de Cinema de Venècia (1979) - Premi dels periodistes italians al millor actor (Ievgueni Leónov), i el Premi FIPRESCI.[3]
- Festival de Cinema All-Unió a Duxambe (1980) - Primer premi.[3]
- BKF de cinema de comèdia a Chamrous (1980) - Primer premi
- Festival Internacional de Cinema de Berlín (1980) - Premi del Jurat Internacional - Recomanació Especial (programa "Fòrum").[4]
- MKF de cinema de comèdia a Gabrov (1981) - Premi Especial.[3]
- Premi Estatal de la RSFSR nomenat germans Vasiliev (1981).[3]

A més a més, la pel·lícula podria haver estat nominada al premi "Oscar ", però això ho va impedir l'entrada de les tropes soviètiques a l'Afganistan.